# Thorsten Heise
 (septembre 2023).
Si vous disposez d'ouvrages ou d'articles de référence ou si vous connaissez des sites web de qualité traitant du thème abordé ici, merci de compléter l'article en donnant les références utiles à sa vérifiabilité et en les liant à la section « Notes et références ».
Thorsten Heise (né le 23 juin 1969 à Northeim, Basse-Saxe) est un militant néo-nazi allemand, militant de premier plan de la scène de la Freie Kameradschaften et membre du Comité exécutif fédéral de la patrie (jusqu'en 2023 NPD). Après 30 ans dans la région de Göttingen, il vit depuis 1999 à Fretterode (Thuringe) dans le manoir qu'il a acheté et qui servait auparavant de maison de retraite. Devant le manoir se trouve depuis 2006 un mémorial pour la Waffen-SS, qui se trouvait auparavant à Marienfels (Rhénanie-Palatinat). Il est rédacteur en chef du magazine Volk in Bewegung & Der Reichsbote (de). De février 2017 à novembre 2018, il a été président du NPD Thuringe.

## Activités dans les organisations et partis d’extrême droite

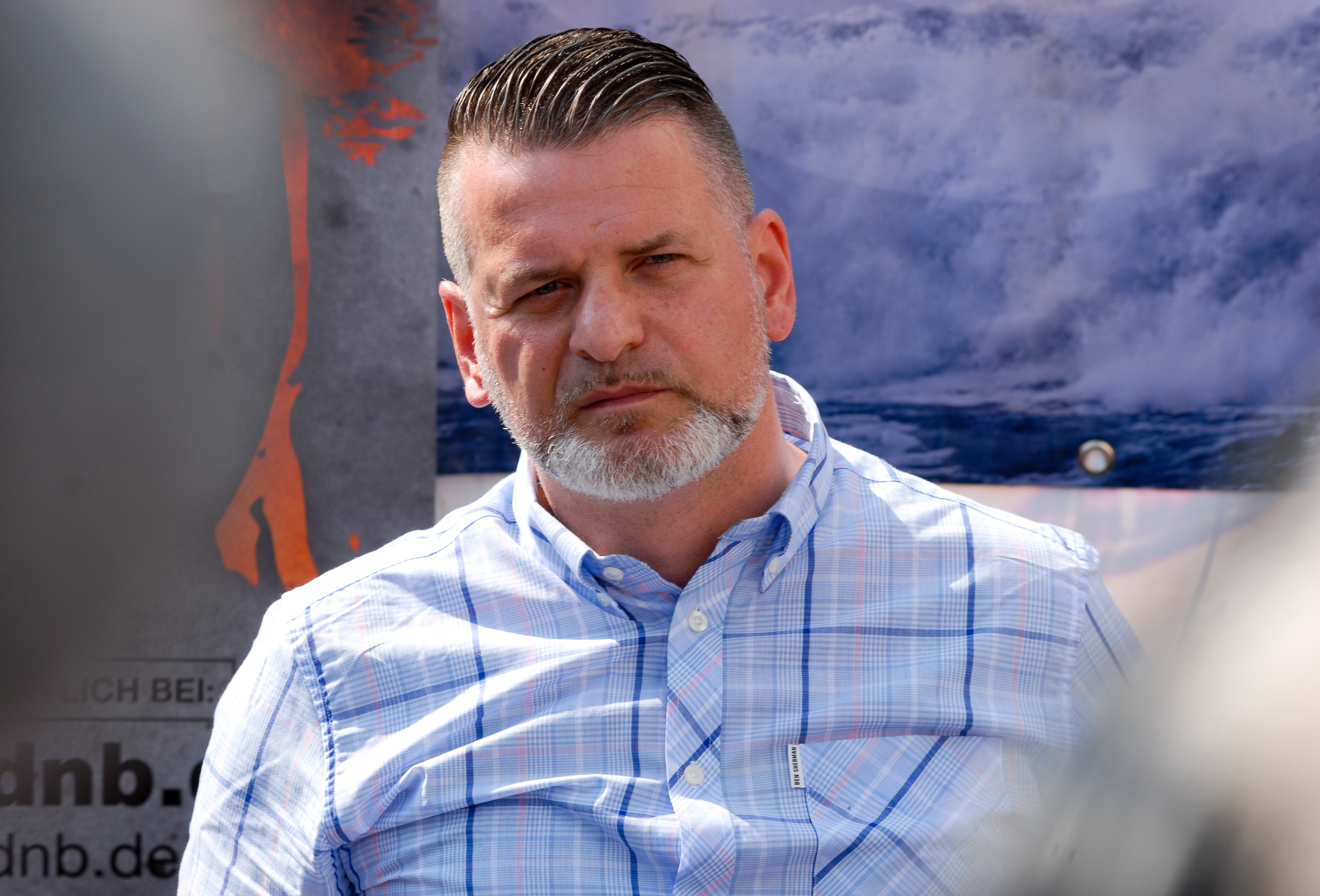
Thorsten Heise en 2018.

Heise a commencé sa carrière néonazie au sein du Parti ouvrier allemand de la liberté (FAP), où il est rapidement devenu l'un des principaux fonctionnaires et président de l'État du parti en Basse-Saxe. Il est apparu fréquemment et apparaît encore comme orateur, parfois aussi comme annonceur et organisateur de marches néonazies. Au début des années 1990, selon l'Office fédéral pour la protection de la Constitution, Heise a également travaillé comme « mercenaire croate » du côté croate dans la guerre yougoslave. Après l'interdiction du FAP en 1995 et sa libération de prison en 1997, Heise fonde la « Camaraderie Northeim » néo-nazie et en devient le chef. Les « soirées de camaraderie » ont eu lieu dans sa maison de Northeim. En décembre 1999, il acquiert l'ancien manoir de la famille von Hanstein à Fretterode dans l'arrondissement d'Eichsfeld en Thuringe, à la frontière entre la Basse-Saxe et la Hesse, qui, au moment de l'achat, servait de maison de retraite. Libéré de prison en octobre 2002, il s'y installe. Au départ, il prétendait qu'il voulait seulement vivre dans une maison de près de 600 mètres carrés de surface habitable et un terrain de 2 000 mètres carrés. Cependant, peu de temps après, des réunions de la camaraderie Northeim, qu'il continuait à diriger, et de la camaraderie Eichsfeld nouvellement fondée, également dirigée par lui, y eurent lieu. Depuis 2003 environ, Heise se rapproche du NPD et a eu de nombreux entretiens avec les dirigeants du parti Udo Voigt et Holger Apfel. Avec 13 autres néo-nazis, il était destiné à servir de source d'information pour le processus d'interdiction du NPD[pas clair].

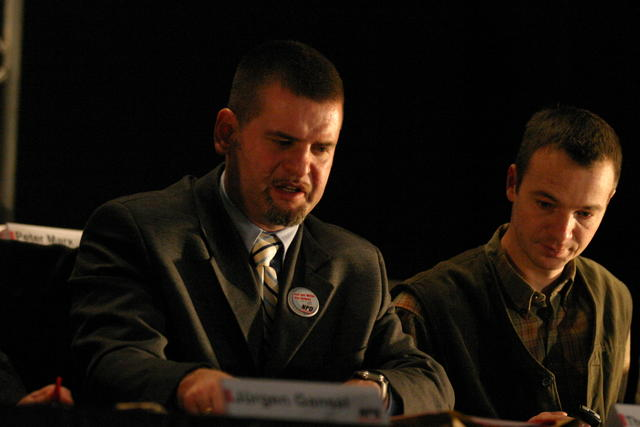
Heise à côté de Jörg Hähnel (à droite) lors de la conférence du parti fédéral NPD en 2006.

En septembre 2004, il a rejoint le parti et a été élu lors de la conférence nationale du parti du NPD en tant qu'assesseur au conseil d'administration national. Heise est le principal responsable du fait que la 30e conférence du parti fédéral NPD ait eu lieu le 30/31 Octobre 2004 à Leinefelde à Eichsfeld, en Thuringe. Lors de cette conférence du parti, d'autres dirigeants de la Freie Kameradschaften, actifs au niveau national comme Ralph Tegethoff et Thomas Wulff (« Steiner ») ont également rejoint le NPD. Ces néo-nazis éminents voulaient contribuer à la création d'un « front populaire de droite » et jouer le rôle de médiateurs entre le parti et la Freie Kameradschaften. La direction du parti NPD a salué l'adhésion des néo-nazis par une déclaration "Le front populaire au lieu de l'égoïsme de groupe" (« Volksfront statt Gruppenegoismus »). Heise, Wulff et Tegethoff ont également été nommés candidats au comité exécutif national du parti. Après que ces derniers eurent retiré leur candidature, Heise fut admis au conseil exécutif fédéral en tant qu'assesseur avec 64,7% des voix au premier tour. Il dirigeait alors le « Département des camaraderies libres ». À partir d'avril 2005, il était également évaluateur au conseil d'administration de l'association nationale du NPD de Thuringe.
Aux élections fédérales de 2005, Heise s'est présenté pour le NPD à la quatrième place sur la liste de l'État et comme candidat direct dans la circonscription d'Eichsfeld-Nordhausen-Unstrut-Hainich-Kreis I. Il obtient 3,3% des premiers suffrages. Aux élections locales de Thuringe en 2009, Heise était le principal candidat du NPD dans l'arrondissement d'Eichsfeld. Le NPD a obtenu 3,3 % des voix, ce qui a donné à Heise un siège au conseil de l'arrondissement d'Eichsfeld. En 2018, Heise s'est porté candidat aux élections régionales dans l'arrondissement d'Eichsfeld. Cependant, sa candidature a été rejetée par la commission électorale en raison de doutes sur sa loyauté envers la Constitution. Il y avait également des obstacles formels, car le NPD n'avait pas respecté le délai de préavis pour l'assemblée électorale interne du parti.
En outre, Heise aurait été le coordinateur de la scène néonazie en Afrique du Sud. Un entraînement militaire y aurait eu lieu. Selon certaines informations, il est devenu membre de la fraternité étudiante Chattia Friedberg à Hambourg. Comme le rapporte la plateforme de recherche EXIF – Recherche & Analyse (de), Heise serait « la figure de cristallisation et le recteur spirituel » de Combat 18. Son nom apparaît dans de nombreux contextes dans les fichiers dits hessiens du NSU (rapport final sur l'examen des dossiers au Bureau d'État pour la protection de la Constitution de Hesse en 2012).

## Liens avec la scène musicale d'extrême-droite
Il est également producteur de musique.